# Сековски, Майк
Майкл Сековски (англ. Michael Sekowsky; 19 ноября 1923 — 30 марта 1989) — американский художник комиксов, получивший известность в 1960-х годах как художник сюжетной линии издательства DC Comics о Лиге Справедливости, а также как регулярный создатель истории и облика супергероини Чудо-женщины на рубеже 1960—1970-х годов.

## Биография

### Ранние годы и карьера
Майк Сековски начал работать в сфере комиксов в 1941 году как сотрудник нью-йоркского издательства Timely Comics, предшественника Marvel Comics. Там он работал и как художник-мультипликатор, в частности, над «Поросёнком Зигги и тюленем Силли» (англ.  Ziggy Pig and Silly Seal), и как художник историй о супергероях, таких как Капитан Америка, и Подводник для номеров All Winners Comics, Daring Comics, Marvel Mystery Comics, USA Comics, и Young Allies Comics. Сековский создал себе репутацию самого быстрого художника комиксов. Коллега Сековского, художник Джин Колан так описал его работу: «Его карандаши нужно было видеть. Рисунки получались неточные, но такие красивые. В то время никто не мог с ним сравниться».
В 1940-х Майк Сековски женился в первый раз; его избранницей стала Джоанн Лэтта. В то же время у него начались отношения с художницей Валери (также известной как Вайолет) Баркли, которая работала в манхэттэнском ресторане Cafe Rouge. Как Баркли вспоминала в своём интервью в 2004 году: «Мне было 17 лет. Я получала 18 долларов в неделю, работая официанткой в ресторане. Майк сказал „Я найду тебе работу [штатной] контуровщицы, ты будешь получать 35 долларов в неделю и внештатно работать на выходных. Я дам тебе обводить мои рисунки“. Он пошёл к редактору Стэну Ли и устроил меня на эту должность. Я ничего не знала о контурах. Штатный художник Дэйв Гантц меня научил — просто позволив наблюдать за ним». Майк продолжил делать Валери дорогие подарки даже после своей свадьбы, породив сплетни в стенах Timely Comics, откуда она уволилась в 1949 году. Она позже вспоминала атмосферу в офисе:

Майк был очень хорошим человеком. Он нравился всем в Timely. Я никому не нравилась, потому что они думали, что я наживалась за его счёт. Что было правдой. Шла Вторая мировая война, и вокруг не было ни одного мужчины. Так что я убивала время с ним. Все, Дэйв Гантц в особенности, доставали меня этим. … [Майк] однажды попытался уволить меня за моё увлечение [художником Timely] Джорджем Клейном. Майк пошёл к Стэну Ли и сказал: «Стэн, я хочу от неё избавиться, если я этого не сделаю, я уйду сам». Ну, Стэну нельзя указывать. Он сказал: «Ну, Майк, было приятно иметь с тобой дело».
Оригинальный текст (англ.)Mike was a very good human being. Everybody at Timely liked Mike. Nobody like me because they thought I was doing a number on him. Which was true. World War II was on and there were no men around, so I just killed time with him. Everybody, Dave Gantz especially, picked up on that. ... [Mike] once tried to get me fired over my fling with [Timely artist] George Klein. Mike went to Stan Lee and said, 'Stan, I want her fired, and if she doesn't get fired, I'm going to quit'. Well, you couldn't ever tell Stan Lee what to do. Stan said, 'Well, Mike, it's been nice knowing you'.

Сековски, становившийся оплотом Marvel Comics, решил остаться и превратить «жизнь Джорджа в ад», как выразилась Баркли в 2004 году. Далее она сказала «Я была замужем до того, как встретила Майка, но для оформления развода мне пришлось обратиться в суд и аннулировать брак. Майк заплатил за всё, и это стоило ему 350 долларов».
Сековски продолжал рисовать для Timely Comics, работая над такими персонажами вестернов как Апач Кид (англ.  Apache Kid), Чёрный наездник (англ.  Black Rider) и Кид Кольт (англ.  Kid Colt), для филиала Marvel 1950-х, издательства Atlas Comics. Позднее он внештатно работал для других компаний, рисуя комиксы по телесериалам «Дымок из ствола» и Buffalo Bill, Jr. для Dell Comics; романтические комиксы (для Crestwood, Fawcett Comics, Nedor, Quality Comics и St. John Publications); приключения, в частности, «Рамар из джунглей» (англ.  Ramar of the Jungle, для Charlton Comics); боевики, включая G.I. Joe Зиффа-Дэвиса, и другие. Для Dell, в частности, Майк продолжал рисовать вплоть до начала 1960-х.

### DC Comics
В 1952 году Сековски начал работать на DC Comics, для которой рисовал романтические комиксы и научную фантастику под руководством редактора Юлиуса Шварца. Сековски изобразил первое появление Адама Стрэнджа, в выпуске Showcase #17 (ноябрь 1958). В 1960 году, Сековски и писатель Гарднер Фокс вместе создали Лигу Справедливости, показав её в выпуске The Brave and the Bold #28 (март 1960). После всего двух выпусков под названием The Brave and the Bold, объединение героев получило свою собственную серию комиксов, над которой Сековски работал в течение 63 выпусков. Фокс и Сековски пополнили Лигу Справедливости новыми членами, введя персонажей Зелёную Стрелу, Атома и Человека-ястреба. Среди антагонистов, которых Фокс и Сековский создали специально для команды, были андроид Амэйзо и Доктор Свет. Выпуски Justice League of America #21 и #22 (сентябрь 1963) показали первое объединение в одну команду Лиги Справедливости Америки и Общества Справедливости Америки, а также в их названии было впервые использовано слово «Кризис», впоследствии встречающееся во всех кроссоверах с участием членов обеих команд. ЛСА через год вновь объединяется с Обществом из-за угрозы Преступного Синдиката с Земли-3.
В октябре 1967 года Сековски женился второй раз, на Джозефине, которую все звали Пэт.
Сековски и писатель Боб Хэйни впервые ввели персонажа Б’Вану Биста (англ.  B'wana Beast) в выпуске Showcase #66 (февраль 1967). В 1968 году Майк Сековски начал создавать карандашные рисунки для серии историй про Метал-менов. В следующем году Сековски стал и автором сценария для этих историй и изменил ход сюжета, теперь Метал-мены отождествляли себя с людьми. Серия была отменена шестью выпусками позже.
Примерно в то же время Сековски начал работать над образом Чудо-женщины, начиная с выпуска Wonder Woman #178 (сентябрь-октябрь 1968), сначала только как художник, а позднее и как писатель, вплоть до выпуска Wonder Woman #198. Диапазон жанров для выпусков серии варьировал от шпионского детектива до мифического приключения. Сековски добавил истории о Чудо-женщине и Бэтмене в серию The Brave and the Bold.
Сековски писал сценарии и рисовал кадры для пробных запусков серии Showcase в течение трёх лет её существования, включая сюжет Jason’s Quest (рус.  «Джейсон в поисках»), приключенческую серию о молодом человеке, который путешествует на мотоцикле в поисках своей семьи, опубликованную в выпусках Showcase #88-90 (февраль-май 1970). Сековский стал автором сценария/художником Супергёрл при появлении на страницах Adventure Comics #397 (сентябрь 1970), часто игнорируя детали предыдущих историй и создавая противоречия канону DC.

### Дальнейшая карьера
Покинув DC, Сековски вернулся в Marvel, где он работал в 1940-х годах. С 1971 по 1975 годы он периодически обеспечивал карандашными рисунками серию выпусков Amazing Adventures vol. 2, обеспечив появление Нелюдей и Объединения Суперзлодеев-гигантов.
В 1984 году Сековски и писатель Грег Вайзман запланировали минисерию о Чёрной канарейке для DC Comics. После того, как первый выпуск был нарисован, проект заморозили из-за персонажа, используемого сценаристом/художником Майком Греллом в серии сюжетов о Зелёной Стреле под названием Green Arrow: The Longbow Hunters (рус.  «Зелёная Стрела: Охотники-лучники»). Однако элементы этого проекта были использованы для короткометражного фильма Вайзмана DC Showcase: Green Arrow (рус.  «Витрина DС: Зелёная Стрела»). Сековски вернулся к истории о Лиге Справедливости, нарисовав карандашные кадры для флэшбека в выпуске #240 (июль 1985), во флэшбеке было показано состояние Лиги Справедливости того периода, когда он над ней работал с Гарднером Фоксом.
В течение последнего десятилетия жизни Сековски находился в Лос-Анджелесе и работал прежде всего над мультфильмами Ханны-Барберы, включая Скуби-Ду. После госпитализации из-за проблем со здоровьем, вызванных диабетом, он стал работать внештатных художником на Дэррика Гросса, который развивал линию комиксов о ниндзя и скейтбординге. Сековский умер, не окончив работу над этим проектом.

## Признание
В 1963 году Сековски был удостоен премии «Алли» за самый популярный рассказ («Кризис двух миров» из выпусков Justice League of America #21 и #22, вместе с Гарднером Фоксом) и Золотую чернильницу в 1981 году.